# 火山-沉積層序
火山-沉積層序（英語：Volcano-sedimentary sequece）是火山和沈積活動交替組合形成的地層層序。 這些序列的火山物質包括熔岩流和火山灰或重新被改變火山物質，例如玄武岩砂或鵝卵石。火山弧周圍的區域是火山沉積序列的常見環境。 Edvard G Svendsen 是一位著名的挪威地質學家，他首先在 Portswood 最深處發現了這些序列。

### 構造環境
許多構造環境中都有火山活動，每一個火山活動所造成的岩石都具有其代表性的礦物組合。而這些礦物的組合都與在地幔中的岩漿活動相關。從岩漿結晶出來的火山岩是根據岩漿系列而不同。岩漿系列是是指岩漿在演化中，經過岩浆分异作用所產生的一系列，具有特徵性化學成分的岩漿。岩漿系列通常分三大類；鹼性系列，鈣鹼性系列和拉斑質岩漿系列。
每一種岩漿系列都能在一系列板塊構造環境中造成。例如，在大洋中脊、弧後盆地、熱點形成的海島、島弧和大陸大火成岩省等地區發現了拉斑斑岩岩漿系列岩石。
所有三個系列都在俯衝帶造成而且彼此相對接近，它們的分佈與俯衝帶的深度和年齡有關。拉斑岩漿系列通常在較淺的年輕俯衝帶之上分佈較廣。鈣鹼性和鹼性系列分佈於更深的成熟俯衝帶。安山岩和玄武安山岩是島弧中含量最多的火山岩，也是鈣鹼性岩漿的標誌。因爲岩漿系列受俯衝帶深度所控，一個島弧系統，如日本島弧系統，他的火山岩隨著距離海溝的增加而由拉斑岩漿系—鈣鹼性岩漿系—鹼性岩漿系轉變
。

### 岩漿系列

#### 鹼性岩漿系列
所有鹼性系列岩漿都是從原始的鎂鐵質鹼性岩漿演化而來的，初期演化后分鈉系列，鉀系列，及霞石質nephelinic,白榴石質leucitic, 和方沸石質analcitic系列。各系列再演化如下： 。

#### 鈉系列
夏威夷岩(hawaiite)-橄榄粗安岩(mugearite)- 班莫岩(benmoeite)-粗面岩(trchyte)。
霞石質夏威夷岩(nephaline hawaiite)-霞石質橄榄粗安岩(nepheline mugearite)-霞石質班莫岩(nepheline benmoreite) –响石(phonolite)，

#### 鉀系列
粗面岩玄武岩(trachybalsalt)-三亞柱岩(tristanite)-鉀質粗面岩(potassic trachyte)。
白榴岩粗面岩玄武岩(Leucite trachybalsalt) -白榴岩三亞柱岩(leucite tristanite-) 白榴岩響岩(lcuecite phonlote)。

#### 霞石質nephelinic,白榴石質(leucitic), and 方沸石質(analcitic) 系列
霞石(nephelinite)-方沸石(analcite)-白榴石(leucitite)。
黃長石(melilite)-方沸石(analcite)-懷俄明石(wyominite)。
鹼性岩漿是大陸裂谷，俯衝板塊上覆區域或板塊內熱點區域的特徵 ，與亞鹼性岩漿相比，它們比亞鹼性岩漿在地幔更深處產生。鹼性岩石在太古代很少見，但在元古代變得普遍。 年齡接近 5.7 億年的鹼性岩石在許多大陸地盾的周邊很常見，證明當時廣汎全球裂谷活動  。

#### 拉斑岩漿系
拉斑質岩漿系列是亞鹼性火成岩中的兩個主要岩漿系列之一，另一個是鈣鹼性系列。 岩漿系列是是指岩漿在演化中，經過岩浆分异作用所產生的一系列，具有特徵性化學成分的岩漿。拉斑質岩漿系列的岩石類型包括拉斑玄武岩、鐵玄武岩、拉斑玄武安山岩、拉斑安山岩、英安岩和流紋岩。 該系列中的各種玄武岩最初被稱為拉斑岩，但國際地質科學聯盟建使用拉斑質玄武岩。 
拉斑質岩漿系列中的岩石被歸類為亞鹼性（它們的鈉含量比其他一些玄武岩少），並且與鈣鹼性岩漿系列中的岩石的區別在於它們結晶的岩漿的氧化還原狀態。 當玄武岩的母岩漿結晶時，會優先結晶出富鎂和貧鐵的橄欖石和輝石，導致拉斑質岩漿的鐵含量隨增加。 然而，鈣鹼性岩漿結晶時，會結晶出磁鐵礦，導致其岩漿的含鐵含量比拉斑岩漿更穩定。
拉斑質岩漿與鈣鹼性岩漿之間的差異可以在 AFM （Na2O + K2O (A)、FeO + Fe2O3 (F) 和 MgO (M)）圖看出。隨著岩漿冷卻，兩者岩漿均沉澱出的鐵和鎂多於鹼，導致岩漿的鹼增加。但在在拉斑質岩漿中，優先產出的是富鎂晶體，導致岩漿中的鎂含量驟降。
像所有玄武岩一樣，拉斑岩以橄欖石、單斜輝石和斜長石為主，並含有少量鐵鈦氧化物。。拉斑岩中也可能有正輝石(orthopyroxene)或易變輝石(pigeonite)，其橄欖石可能被這些貧鈣輝石中的任何一種包圍。
拉斑岩是地殼中最常見的火成岩，由大洋中脊海底火山作用產生，構成了大部分的大洋地殼。 拉斑質岩漿最初是由地球地幔減壓而使橄欖岩（橄欖石和輝石）造成部分熔融而產生的。相比之下，鹼性玄武岩一般是海洋島嶼和大陸上噴發火山岩。

#### 鈣鹼性岩漿系列
鈣鹼性岩漿系列與拉斑岩漿系列同屬亞鹼性岩漿系列。鈣鹼性岩石富含鹼土（氧化鎂和氧化鈣）和鹼金屬，構成大陸地殼的主要部分。
鈣鹼性系列中的多種岩石類型包括火山類型，如玄武岩、安山岩、英安岩、流紋岩，以及它們的粗粒侵入岩（輝長岩、閃長岩、花崗閃長岩和花崗岩）。 它們不包括二氧化矽不飽和、鹼性或過鹼性岩石。
鈣鹼性岩漿系列的岩石與拉斑岩漿系列的岩石的區別在於它們原始岩漿的氧化還原狀態。當鎂鐵質（產生玄武岩）岩漿結晶時，它們優先結晶更富鎂和貧鐵形式的矽酸鹽礦物橄欖石和輝石，導致拉斑岩漿的鐵含量隨著熔體中貧鐵礦物的結晶而增加. （富鎂橄欖石在比富鐵橄欖石高得多的溫度下凝固。）然而，鈣鹼性岩漿卻能同時結晶出大量的氧化鐵磁鐵礦，導致岩漿中的鐵含量比拉斑岩漿更穩定。
鈣鹼性岩石通常分佈於俯衝帶上方的火山弧中，特別是在大陸地殼上的那些弧中。 鈣鹼性岩漿的岩石來自地幔中形成的玄武岩成分的岩漿，其演化機制包括分級結晶、陸殼同化和與陸殼部分熔體混合。